# Lihula (Landgemeinde)
Lihula (Lihula vald) ist eine ehemalige Landgemeinde im Kreis Lääne im Westen der Republik Estland. 2017 wurde Lihula in die Landgemeinde Lääneranna im Kreis Pärnu eingegliedert.

## Beschreibung und Geschichte
Die Landgemeinde hatte eine Fläche von 384 km². Darauf lebten 2.497 Einwohner (Stand 1. Januar 2013).
Lihula (deutsch Leal) wurde erstmals 1211 erwähnt. 1220 eroberte der schwedische König Johann Sverkersson die Festung Lihula. Von 1234 bis 1251 war der Ort Zentrum des Bistums Ösel-Wiek. 1581 wurde Lihula erneut durch Schweden erobert. Einer Pestepidemie fielen 1710/11 über 90 % der Bevölkerung zum Opfer. Erst in der zweiten Hälfte des 19. Jahrhunderts begann der erneute Wiederaufstieg der Gemeinde.

## Siedlungen
Neben dem Hauptort, der Stadt Lihula, gehörten zur Landgemeinde die Dörfer Alaküla, Aruküla, Hälvati, Järise, Jõeääre, Keemu, Kelu, Kirbla, Kirikuküla, Kloostri, Kunila, Laulepa, Lautna, Liustemäe, Matsalu, Meelva, Metsküla, Mõisimaa, Nurma, Pagasi, Parivere, Peanse, Penijõe, Petaaluse, Poanse, Rannu, Rootsi, Rumba, Saastna, Seira, Seli, Soovälja, Tuhu, Tuudi, Uluste, Vagivere, Valuste, Vanamõisa, Võhma und Võigaste.

## Sehenswürdigkeiten
Sehenswert waren die Ruinen der ehemaligen Bischofsburg sowie das Gutshaus von Lihula. Es wurde in den 1820er Jahren im Stil des Klassizismus mit monumentalem Portikus errichtet. Seit 1995 befand sich darin das historische Museum der Landgemeinde.

## Bilder

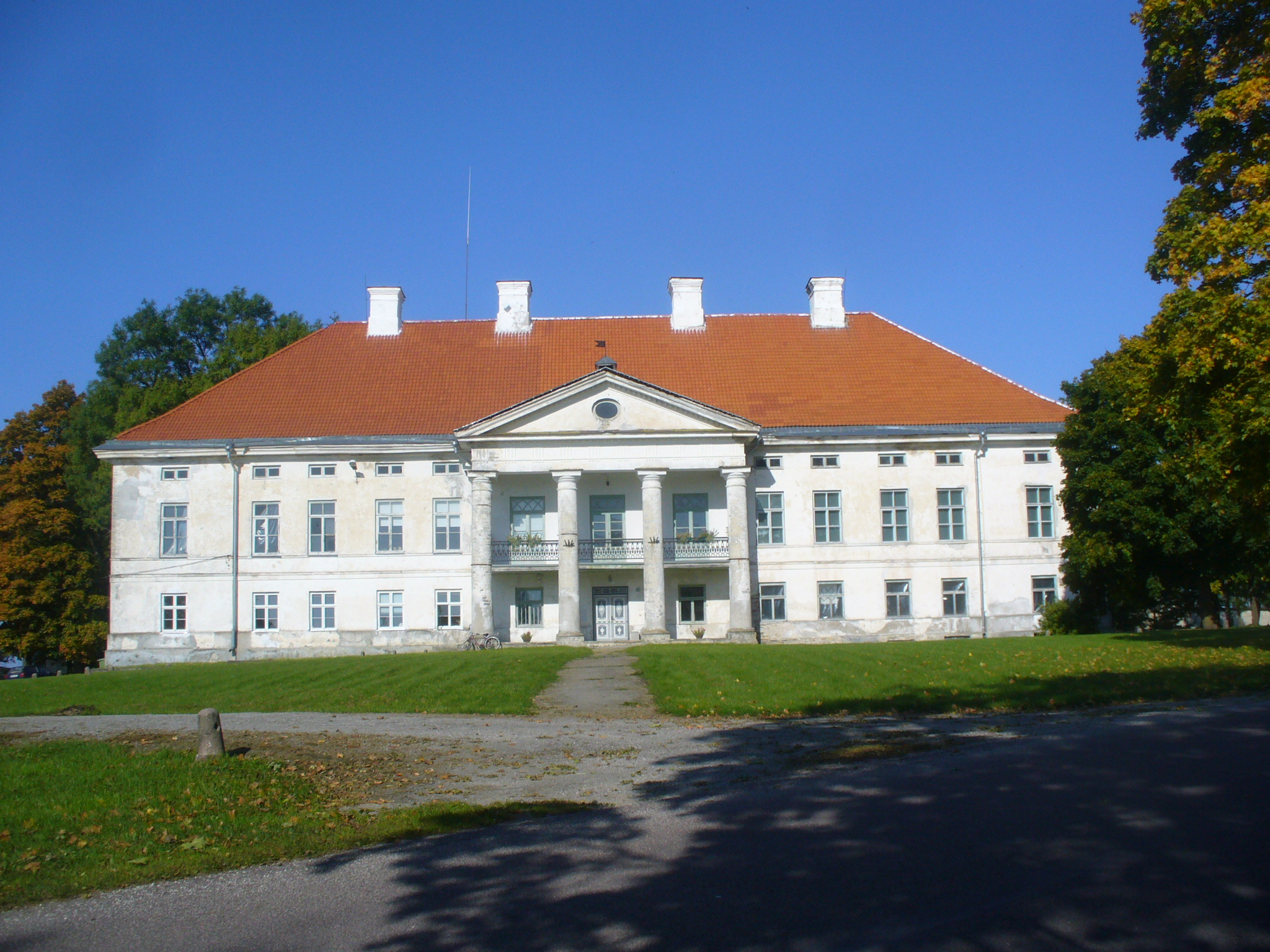
Herrenhaus von Lihula
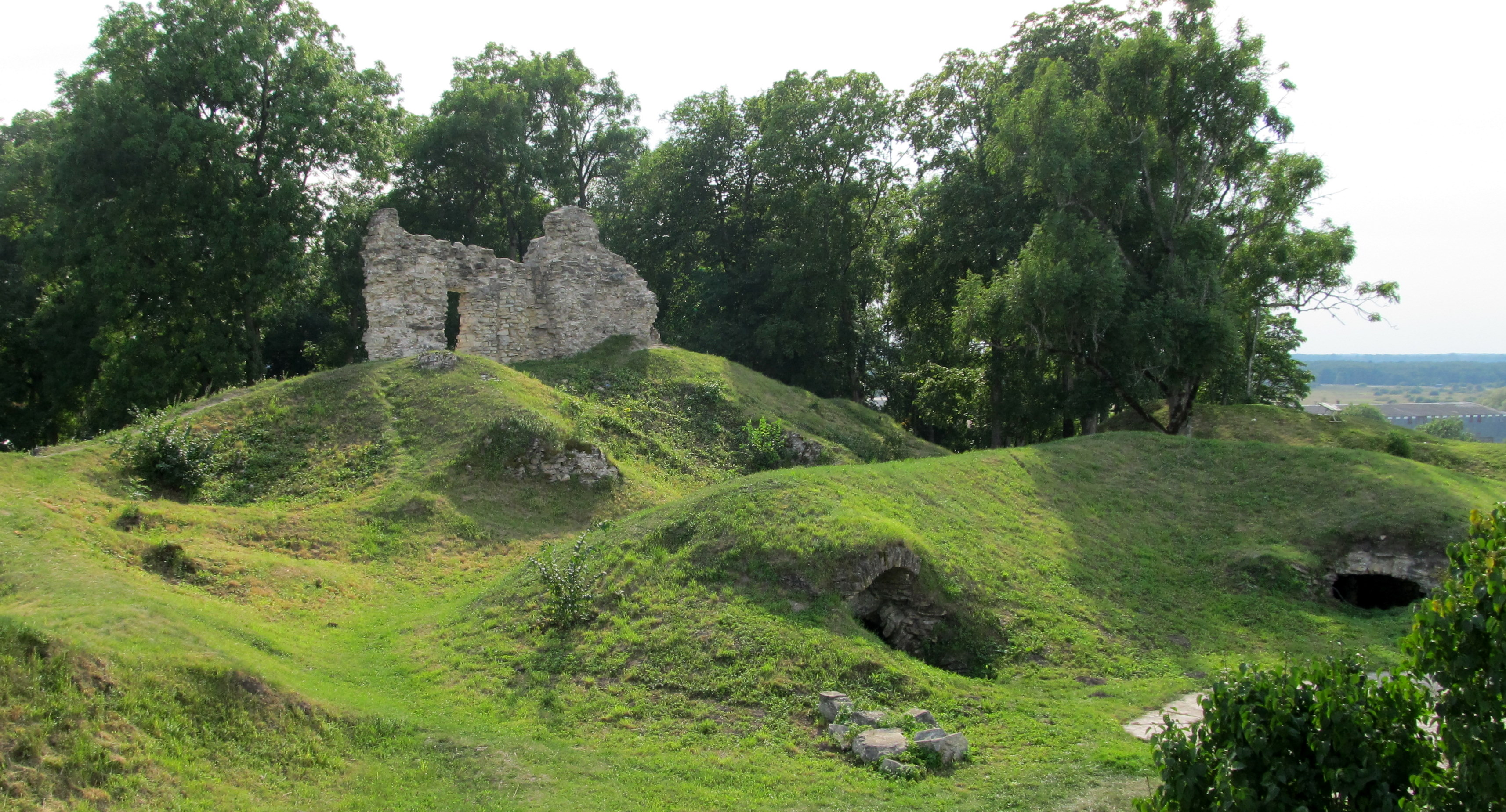
Ruinen der Burg
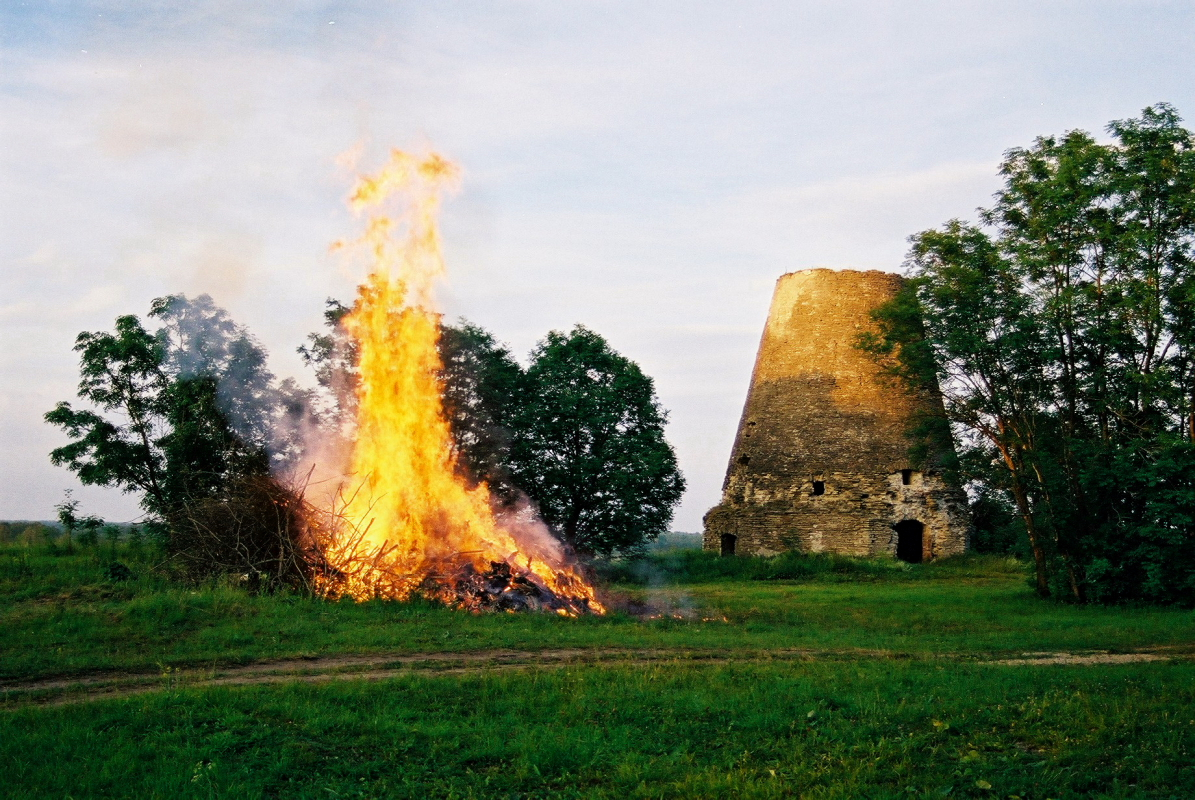
Johannisfeuer
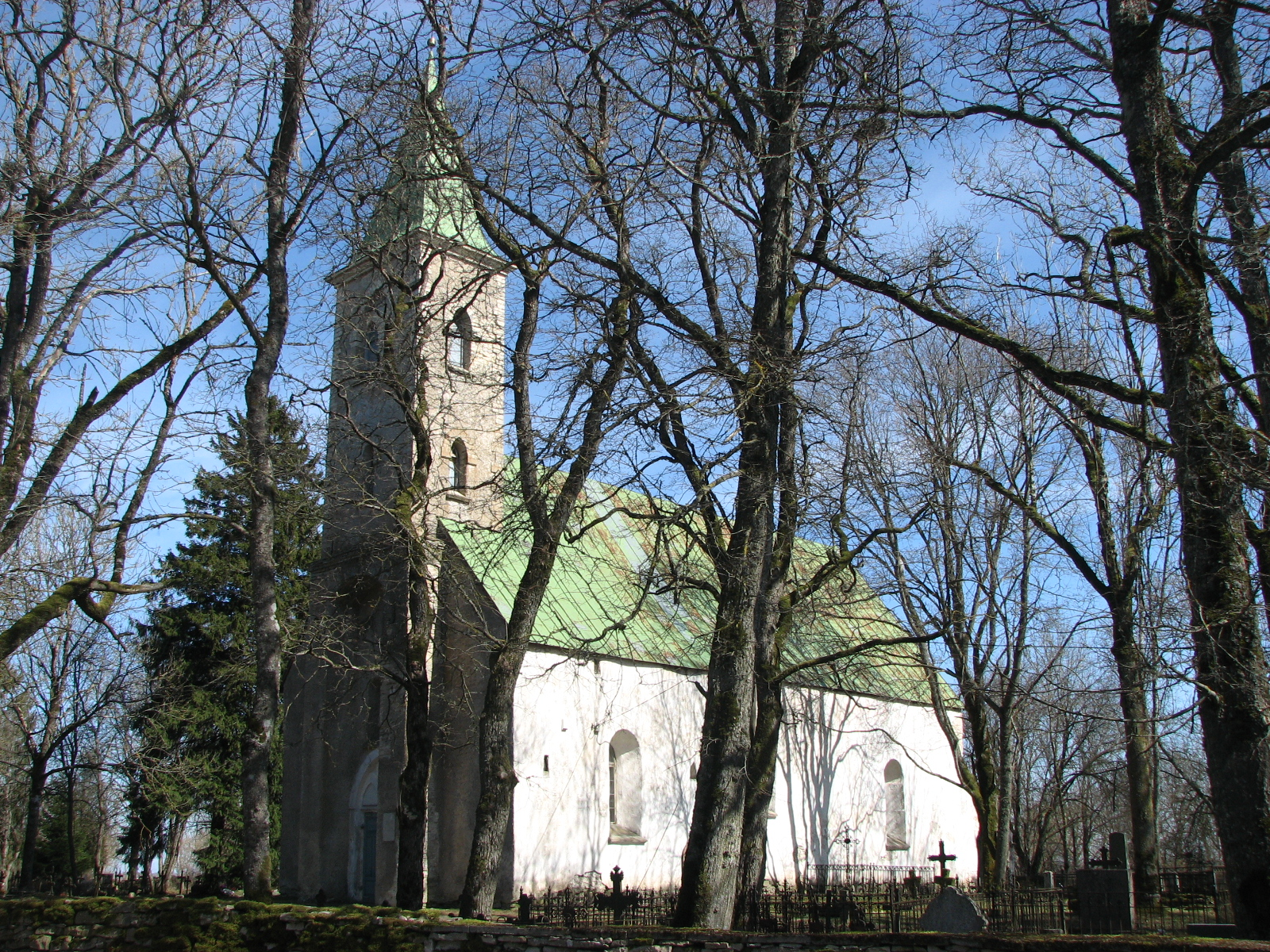
Kirche von Kirbla
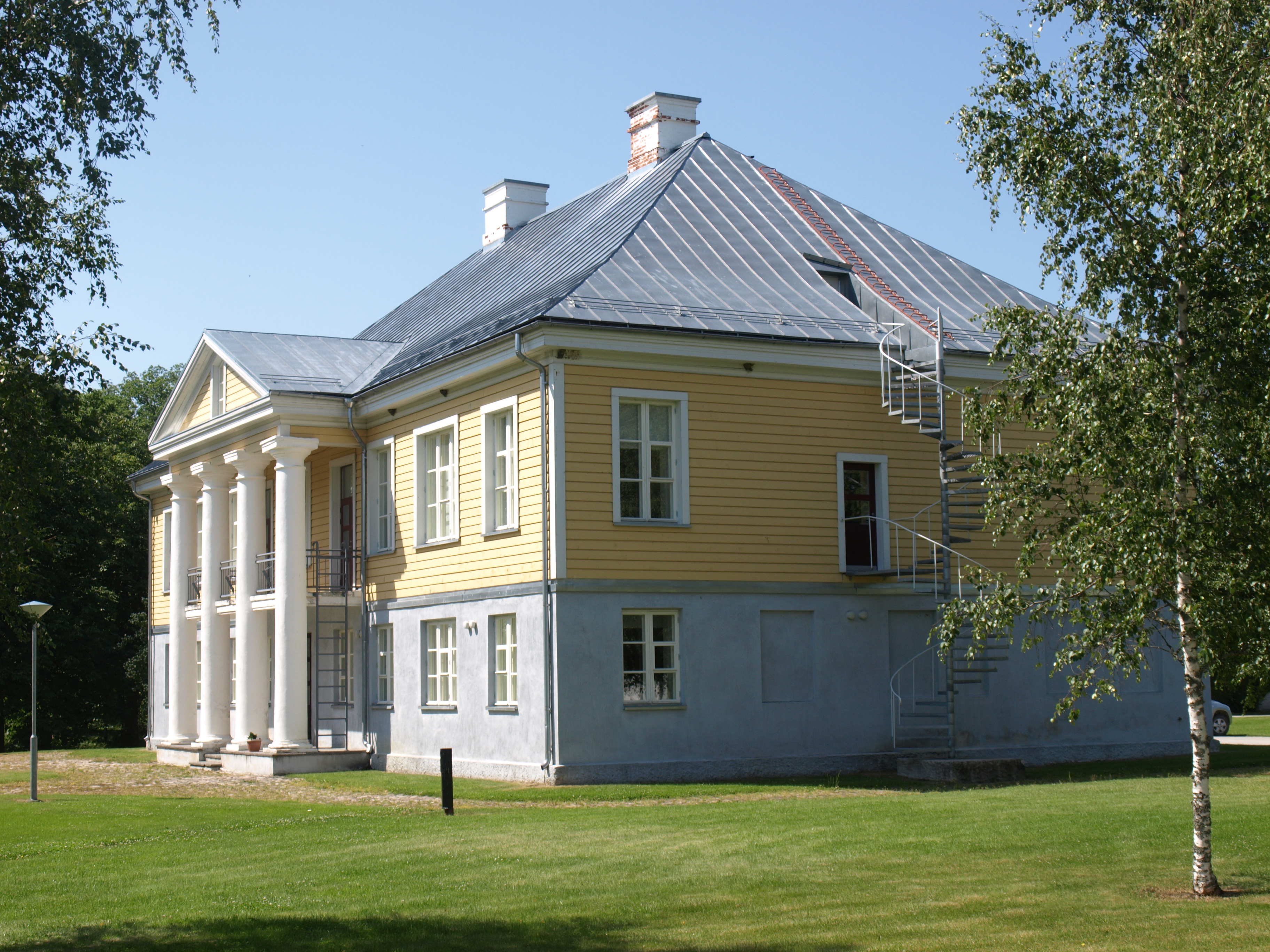
Gutshaus von Penijõe